# NGC 3521

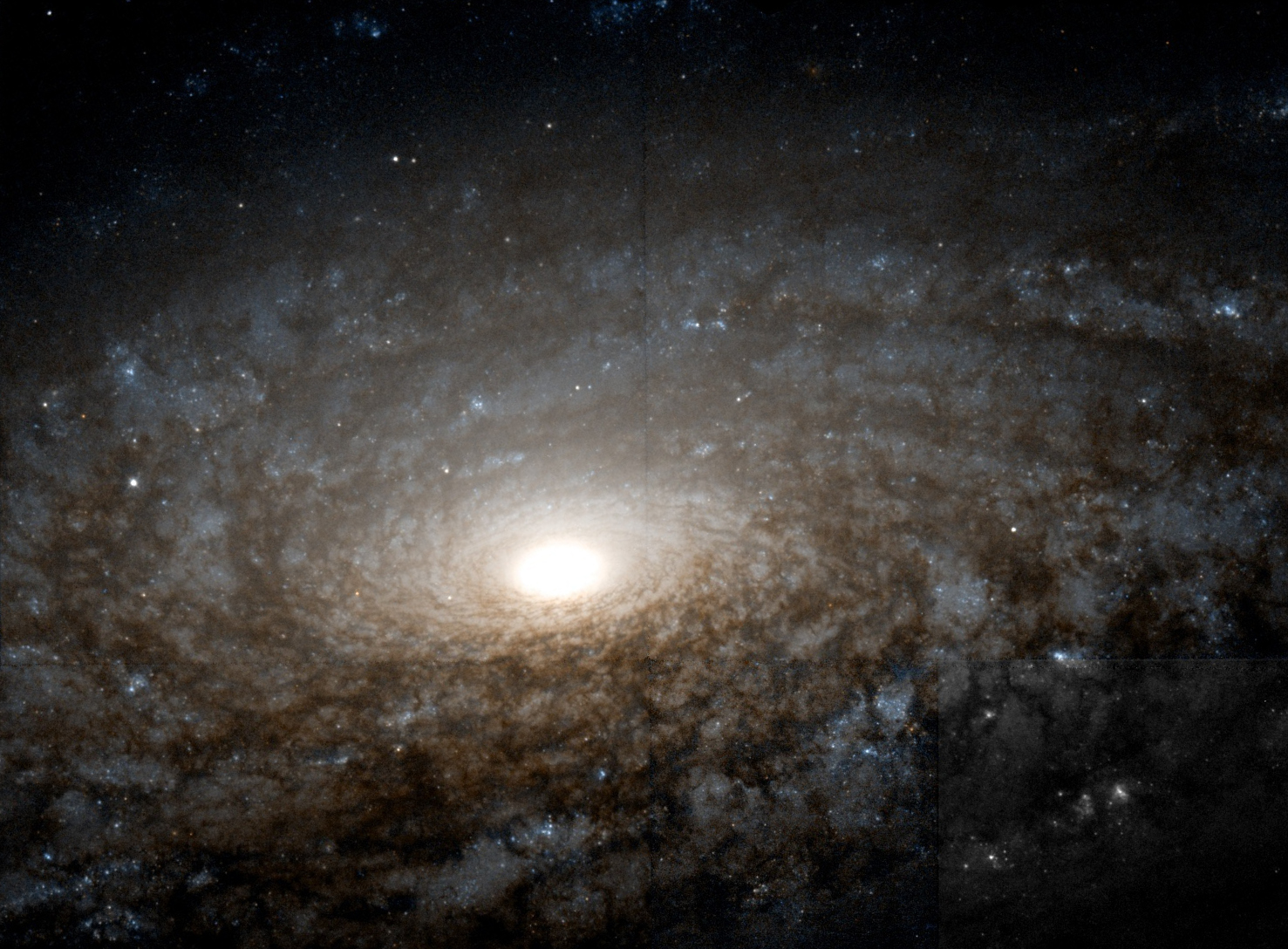
Thiên hà NGC 3521

NGC 3521 (còn được gọi bằng những tên gọi khác là UGC 6150, MCG 0-28-30, ZWG 10.74, KARA 461, PGC 33550) là một thiên hà xoắn ốc trung gian kết cụm nằm trong chòm sao Sư Tử cách Trái đất khoảng 26 triệu năm ánh sáng. Nó được nhà thiên văn học người Anh gốc Đức William Herchel phát hiện vào ngày 22 tháng 2 năm 1784 và thuộc loại ngân hà SAB (rs) bc. Điều đó cho thấy rằng nó là một thiên hà xoắn ốc có dấu vết của cấu trúc thanh (SAB), vòng trong yếu (rs) và cấu trúc nhánh vừa phải (bc). Cấu trúc thanh rất khó để phân biệt, bởi vì nó lõm xuống và thiên hà lại ở độ nghiêng cao 72,7 ° so với đường ngắm. Điểm phình tương đối sáng gần bằng 3/4 kích thước của thanh, có thể chỉ ra rằng cấu trúc thanh hoàn toàn thô. Hạt nhân của thiên hà này là loại HII LINER, vì có một vùng H II ở lõi và hạt nhân tạo thành một vùng phát xạ hạt nhân ion thấp(tên tiếng Anh: low-ionization nuclear emission-line region).

## Dữ liệu hiện tại
Theo như quan sát, đây là thiên hà thuộc chòm sao Sư Tử. Và dưới đây là một số dữ liệu khác:
Xích kinh 11h 05m 48.593s
Độ nghiêng –00° 02′ 09.24″
Kích thước hiển thị (V) 11′.0 × 5′.1
Độ lớn biểu kiến (V) 11.0
Loại thiên hà SAB(rs)bc
Vận tốc xuyên tâm (Tốc độ xuyên tâm) 801 km/s
Redshift 0.002672
Loại hạt nhân HII LINER
Khoảng cách 26.2 Mly (8.03 Mpc)